# Sanaa Seif
Sanaa Seif (sinh năm 1993) là một nhà hoạt động chính trị người Ai Cập, người đã tích cực tham gia vào cuộc cách mạng Ai Cập vào năm 2011. Cô là một sinh viên ngôn ngữ và dịch thuật tại Đại học Tháng Mười cho đến khi bị bắt vào năm 2014. Cô đã được ân xá từ tổng thống, cùng với 100 người khác, vào tháng 9 năm 2015.

## Lý lịch và cuộc sống cá nhân
Sanaa Seif là một nhà hoạt động chính trị và sinh viên đến từ Ai Cập. Seif thuộc về một gia đình nổi tiếng và rất năng động về chính trị. Cha của cô Ahmed Seif là một nhà hoạt động và luật sư nhân quyền cho đến khi ông qua đời vào năm 2014. Mẹ của Sanaa, Laila Soueif là giáo sư tại Đại học Cairo và là nhà hoạt động chính trị thúc đẩy tự do học thuật ở Ai Cập. Hai anh chị của cô cũng rất nổi tiếng trong cộng đồng nhà hoạt động. Anh trai của cô Alaa Abd El-Fattah đã trở thành một biểu tượng trong cuộc nổi dậy năm 2011 lật đổ chế độ Mumbarak. Chị gái Mona Seif là một nhà nghiên cứu di truyền học và nhà hoạt động chính trị chịu trách nhiệm đồng sáng lập một phong trào Ai Cập chống lại các thử nghiệm quân sự của thường dân.
Sanaa bắt đầu hoạt động của mình vào năm 2011 trong thời kỳ đỉnh cao của các cuộc biểu tình cách mạng ở Ai Cập. Trải nghiệm đầu tiên của cô với sự phản kháng đã xảy ra khi cô tham gia vào một phong trào tưởng nhớ Khaled Said. Hoạt động của cô chỉ phát triển từ đó và bắt đầu từ năm 17 tuổi, Sanaa, sau khi tham gia các cuộc biểu tình ở Quảng trường Tahrir, bắt đầu một tờ báo độc lập "al-gornal" với một vài người bạn. Bài báo độc lập, giải quyết các vấn đề tại trung tâm của Mùa xuân Ả Rập, nhanh chóng bắt đầu phổ biến và sản xuất đã tăng lên hơn 30.000 bản in mỗi lần phát hành.
Kể từ khi tham gia ban đầu vào Mùa xuân Ả Rập, Sanaa cũng rất tích cực trong các phong trào phản kháng và các vấn đề nhân quyền. Hình ảnh của cô đã trở thành một biểu tượng cho những người cách mạng tôn trọng công việc chính trị và nhân quyền và xem cô như một hình mẫu của tinh thần cách mạng.
Sanaa hiện đang học chuyên ngành ngôn ngữ và dịch thuật tại Đại học 6 tháng 10.

## Tháng 3 năm 2014 biểu tình và thời gian ngồi tù
Vào ngày 21 tháng 6 năm 2014, hai mươi ba người đàn ông và phụ nữ, bao gồm Sanaa Seif, đã bị bắt bên ngoài dinh tổng thống ở Cairo vì phản đối luật biểu tình của Ai Cập. Cuộc biểu tình là để phản đối luật chống biểu tình của chính phủ. Trong một phiên tòa kết quả, Tòa án Hình sự Cairo đã kết án những người biểu tình "hai năm tù giam và thêm hai năm giám sát". Theo một bài báo của Daily News Ai Cập, "22 bị cáo đã kháng cáo bản án ba năm tù vào tháng 10 vì vi phạm Luật phản kháng và sử dụng bạo lực với mục đích khủng bố công dân". Ngoài việc vi phạm luật chống biểu tình của Ai Cập, những người biểu tình còn bị buộc tội tấn công các sĩ quan cảnh sát và phá hủy tài sản công cộng. Kể từ thời điểm phán quyết, nhiều tổ chức quốc tế bao gồm Ủy ban Nhân quyền và Nhân dân Châu Phi, Tổ chức Ân xá Quốc tế, Tổ chức Theo dõi Nhân quyền và Sáng kiến Nhân quyền Ai Cập đã lên án bản án. Kể từ tháng 2 năm 2015, không có nhà hoạt động nổi tiếng nào trong phong trào này được ân xá, mặc dù có tin đồn rằng việc ân xá sẽ được ban hành vào ngày kỷ niệm của phong trào ngày 25 tháng 1.

## Tuyệt thực
Bắt đầu vào ngày 4 tháng 9 năm 2014, Sanaa Seif và anh trai cô, Alaa Abd El-Fattah, người đã bị cầm tù vào tháng 11 năm 2013 vì vi phạm luật chống biểu tình bên cạnh các cáo buộc khác, bắt đầu tuyệt thực từ các nhà tù tương ứng của họ, trong khi phần còn lại của gia đình ở nhà. Điều này là để đáp trả chính quyền Ai Cập từ chối cho Alaa Abd El-Fattah đến thăm người cha đang hấp hối của mình, luật sư nhân đạo nổi tiếng Ahmed Seif al-Islam, bên cạnh việc tống giam Sanaa Seif. Cả Sanaa và Alaa đã kết thúc cuộc tuyệt thực vào ngày 19 tháng 11 năm 2014, sau những lo ngại từ gia đình rằng họ có nguy cơ tử vong. Đây không phải là lần đầu tiên Sanaa Seif tham gia tuyệt thực. Vào ngày 28 tháng 8 năm 2014, Sanaa đã trải qua một cuộc tuyệt thực với một số tù nhân nữ khác để phản đối Luật Biểu tình và Hội đồng Công cộng. Gia đình được biết là thường xuyên có những hành động tuyệt thực một phần.

## Hình ảnh trong văn hóa đại chúng
Sanaa Seif đã trở thành một biểu tượng của cuộc cách mạng thông qua các công việc của một nhà hoạt động. Trong những năm kể từ năm 2011, hình ảnh của Sanaa đã trở thành một biểu tượng cho những người cách mạng ở Quảng trường Tahrir hơn là mối liên hệ của cô với hoạt động của gia đình. Cô đã tham gia rất nhiều kể từ khi tham dự cuộc biểu tình để đáp trả sự đánh đập và cái chết của Khaled Said dưới tay cảnh sát Ai Cập. Hình ảnh bản thân được một số người coi là tinh thần của cuộc cách mạng thúc đẩy các đại diện nghệ thuật của cô như bức tranh tường ở Rome, Ý, của nghệ sĩ Ammar Abo Bakr.

### Hiện diện trên truyền thông xã hội
Kể từ khi Seif bị bắt, những người ủng hộ cô đã tạo ra cả trang Facebook  và trang web  cung cấp thông tin cập nhật về án tù của cô và kêu gọi thả cô. Hashtag #FreeSanaa đã được sử dụng để truyền bá nhận thức về tình hình của cô. Theo các trang web liên quan đến cô, hàng trăm người đã sử dụng cả #FreeSanaa và #NoProtestLaw để thể hiện sự đoàn kết với cuộc chiến của cô.

### The Square(2013)
Sanaa Seif đã tích cực tham gia với bộ phim tài liệu The Square. Cô là một biên tập viên và người quay phim. Bộ phim mô tả chi tiết các sự kiện của cuộc cách mạng Ai Cập từ năm 2011 đến 2013 thông qua góc nhìn của các nhà hoạt động trẻ. Bộ phim đặc biệt chỉ trích Quân đội Ai Cập. Bộ phim đã nhận được nhiều giải thưởng được đánh giá cao tại Liên hoan phim Sundance và giành được giải thưởng danh giá xuất sắc nhất tại Hiệp hội Phim tài liệu quốc tế. Bộ phim thậm chí là bộ phim Ai Cập đầu tiên được đề cử giải Oscar. Trong khi bộ phim nhận được bình luận tích cực ở nước ngoài, tại quê nhà phát hành của nó đã được kiểm soát chặt chẽ. Nó được phát hành trên Netflix vào tháng 1 năm 2014, tuy nhiên buổi chiếu đầu tiên ở Ai Cập đã không diễn ra cho đến tháng 6 năm 2014 mà không có bất kỳ hoạt động quảng bá nào.